# Nichts war umsonst
Nichts war umsonst ist das 14. Soloalbum des Berliner Rappers Prinz Pi. Es erschien am 3. November 2017 über sein Independent-Label Keine Liebe Records als Standard-Edition und limitiertes Boxset, inklusive Instrumentals, Piano-Version und Best-Of-CD.

## Produktion
Das Album wurde u. a. von dem Musikproduzent Biztram produziert, mit dem Prinz Pi schon seit langer Zeit zusammenarbeitet. Zudem wirkten die Produzenten Beatzarre und Djorkaeff mit.

## Covergestaltung
Das Albumcover zeigt eine Silbermünze, auf der Prinz Pis Kopf von der Seite zu sehen ist. Um den Kopf – im Kreis geschrieben – befinden sich die Schriftzüge Prinz Pi, Nichts war umsonst sowie sein Geburtsjahr 1979. Der Hintergrund ist rot-braun gehalten.

## Gastbeiträge
Auf vier Liedern des Albums sind neben Prinz Pi weitere Künstler vertreten. So hat der Sänger Mark Forster einen Gastauftritt im Lied Das Original, während der Musiker Bausa auf Nordpol zu hören ist. Hellrot ist eine Kollaboration mit dem Sänger Bosse, und auf Trümmerfeld tritt der Berliner Künstler Kaind in Erscheinung.

## Titelliste
| #  | Titel               | Gastmusiker  | Länge |
| -- | ------------------- | ------------ | ----- |
| 1  | Sandstrand          |              | 1:59  |
| 2  | Das Original        | Mark Forster | 3:30  |
| 3  | Meine Welt          |              | 3:46  |
| 4  | Hellrot             | Bosse        | 3:07  |
| 5  | Nichts war umsonst  |              | 3:00  |
| 6  | Vielleicht          |              | 3:14  |
| 7  | Nordpol             | Bausa        | 3:58  |
| 8  | Zahlen zählen nicht |              | 3:00  |
| 9  | Liste               |              | 3:12  |
| 10 | Trümmerfeld         | Kaind        | 4:18  |
| 11 | Haus im Wald        |              | 4:18  |
| 12 | Letzte Liebe        |              | 3:34  |
| 13 | Schatten            |              | 3:11  |
| 14 | Für immer und immer |              | 3:30  |

## Chartplatzierungen und Singles
Nichts war umsonst stieg am 10. November 2017 auf Platz 2 in die deutschen Albumcharts ein und konnte sich vier Wochen in den Top 100 halten. In Österreich erreichte das Album Rang 9 und in der Schweiz Position 13. In den deutschen Album-Jahrescharts 2017 belegte es Platz 93.
Am 28. Juli 2017 wurde die erste Single Für immer und immer veröffentlicht, die Platz 94 der deutschen Charts erreichte. Eine Woche später folgte die nächste Auskopplung Hellrot, die Rang 82 belegte. Die dritte Single Nichts war umsonst erschien am 11. August 2017 und am 22. September 2017 wurde mit Letzte Liebe die vierte Auskopplung veröffentlicht, die auf Position 43 in die deutschen Charts einstieg. Nach Albumveröffentlichung erreichte auch der Song Das Original aufgrund hoher Einzeldownloads und Streaming die Charts und belegte Platz 59.

## Rezeption
| Professionelle Bewertungen | Professionelle Bewertungen |
| -------------------------- | -------------------------- |
| Kritiken                   |                            |
| Quelle                     | Bewertung                  |
| laut.de                    | [ 5 ]                      |

Yannik Gölz von laut.de bewertete das Album mit drei von möglichen fünf Punkten. Es sei ein „Mainstream-gerechtes Pop-Album“, das nur „durch kurze Intermezzos musikalischer Freiheit immer wieder aufgebrochen“ werde. Textlich würde der Rapper größtenteils überzeugen und Persönliches rüberbringen. Letztendlich sei das Album aber nur „Mittelmaß“.
Daniel Fersch von MZEE.com schrieb über das Album: „Wer ein relativ angenehm hörbares, an frühere Werke erinnerndes Album haben möchte, muss auch die unangenehm poppige Seite, die sich Prinz Pi inzwischen angeeignet hat, mitnehmen.“